# 艀

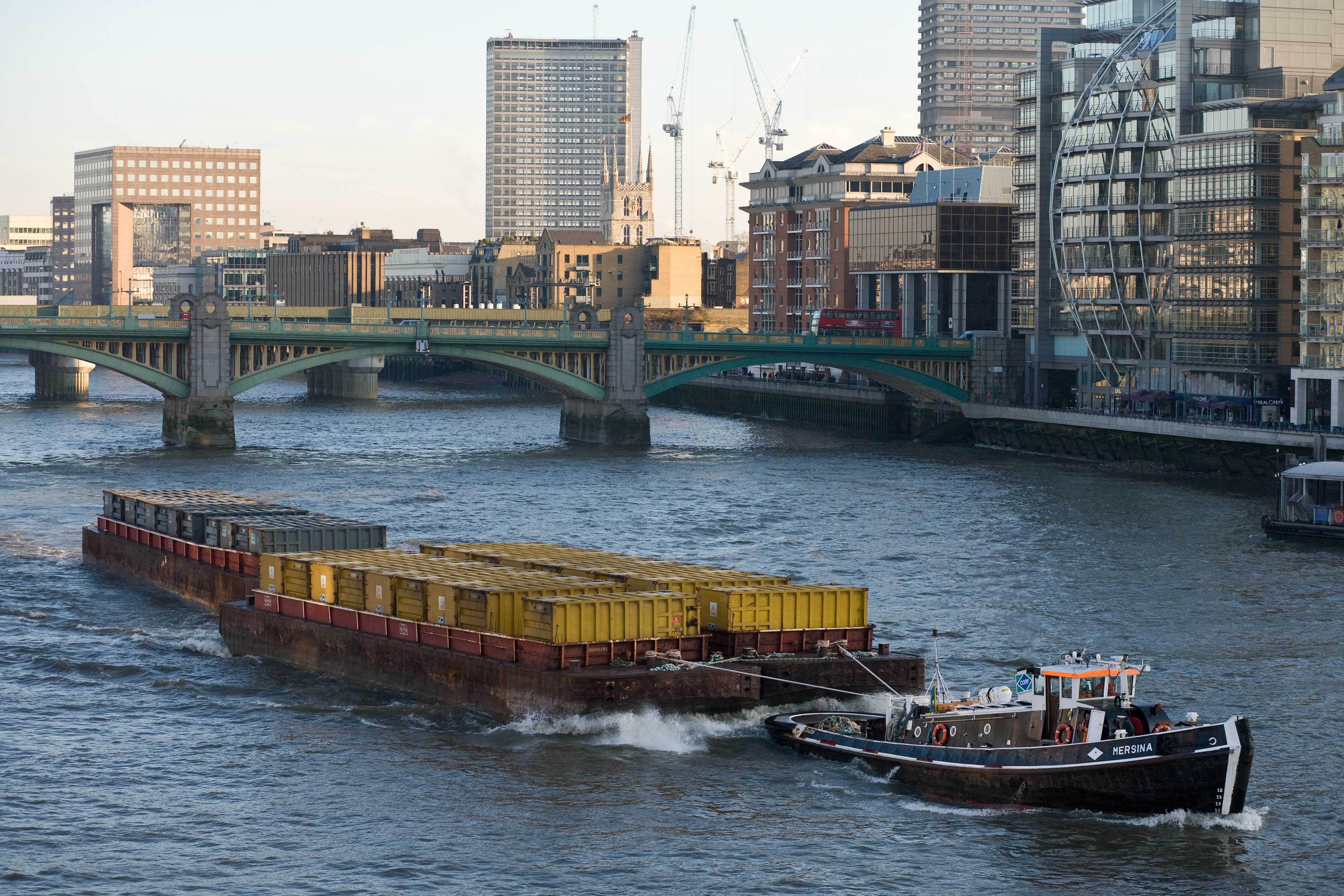
英国ロンドンのテムズ川をゆくバージ

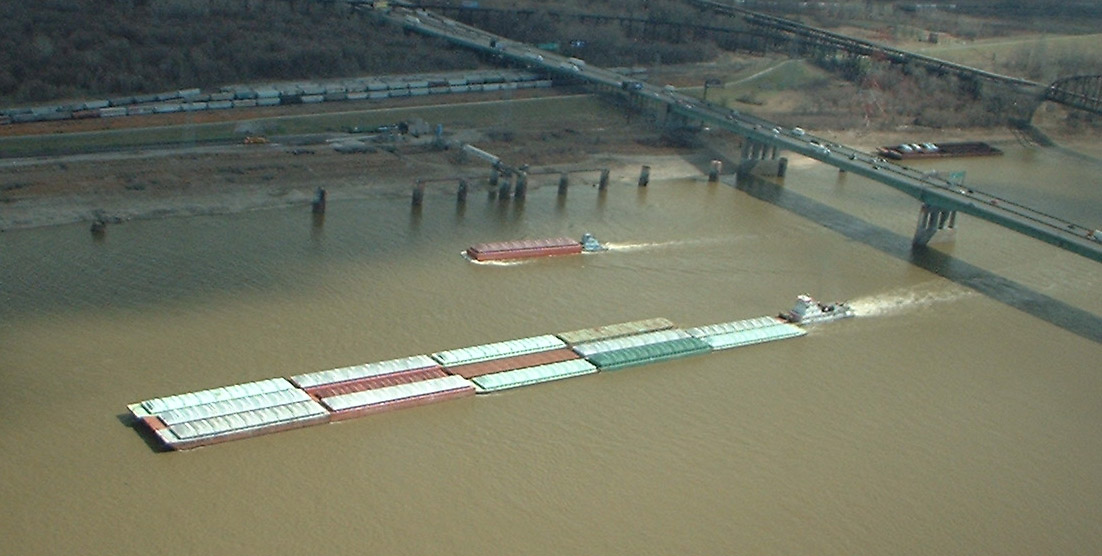
トウボートに押されてミシシッピ川を上る艀（セントルイスのゲートウェイ・アーチ上から撮影）

艀（はしけ）とは河川や運河などの内陸水運内陸水路や港湾内において、重い貨物を積んで航行するために作られている、平底の船舶である。
艀の多くはエンジンを積んでいないため自力で航行することはできず、タグボート（トウボート）により牽引あるいは推進されながら航行する。
英語ではバージ（barge）もしくはライター（lighter）と呼ばれ、後者は特に艀のうち平底のものを指す。

## 歴史

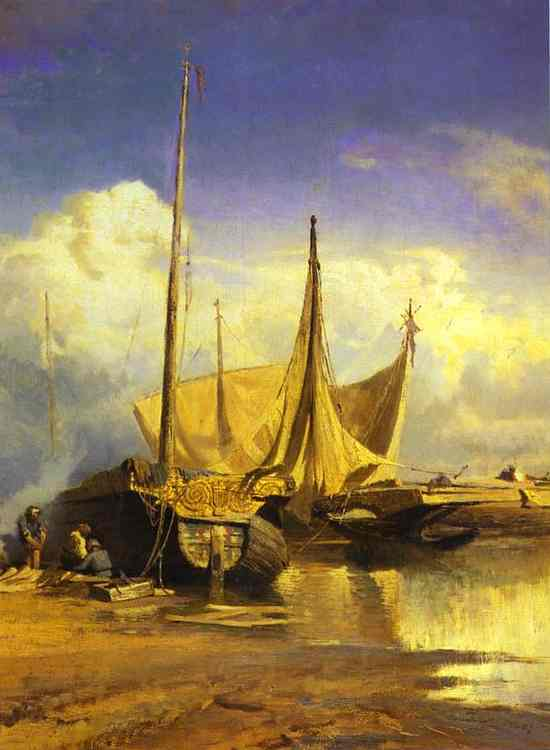
19世紀、ロシアのヴォルガ川のはしけ船

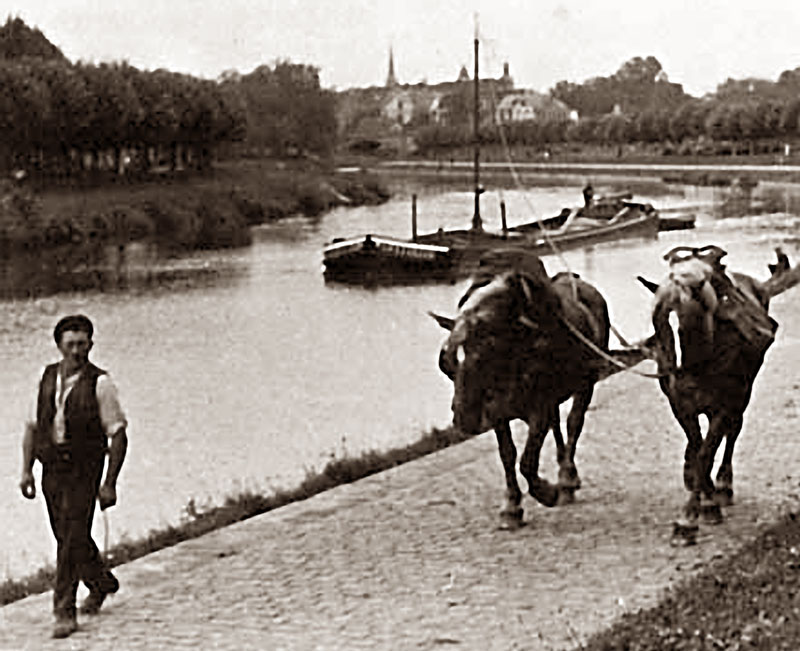
19世紀末のドイツの運河の風景。内陸運河では、艀は曳舟道を歩く馬や人に牽引されて進んでいた

陸上運送が馬や荷車などに頼っていた時代、より多くの荷物を積むことのできる艀は、沖合いの大きな船と河岸とをつなぐ荷役の主役であり、河川交通の主役でもあった。
英語の「Barge」という単語は1300年ごろに使用が確認されており、その語源は古いフランス語の「barge」から、さらに俗ラテン語の「barga」から来ている。古代ローマ時代のラテン語では、「エジプトの船」を意味するギリシア語の「baris」から「barica」と呼ばれていた。古代エジプト語の系譜を引くエジプトのコプト語では「小舟」を意味する「bari」という言葉があり、これが現在のバージの語源である。平底のものを指す「lighter」の語源ははっきりしていないが、古いオランダ語やドイツ語で「軽い」を意味する「lichten」を語源として派生したものと考えられている。
産業革命初期のヨーロッパやアメリカ合衆国では、馬などの動物や船曳き人夫に引かれて運河をゆく艀が安く大量の物資を運べる手段として重用された。艀や運河は、内陸部の交通を飛躍的に発展させ、内陸各地に工業都市や原料・穀物などの物資集散都市を発展させた。しかし後発の鉄道輸送と争うようになり、鉄道の速さ、鉄道運賃の安さ、河川や運河に比べて柔軟なルートを引ける線路によって艀は単価の高い貨物の輸送需要を奪われ、内陸運送の主役の地位を追われた。
また艀は港湾において、沖合いに停泊した大型貨物船から荷を降ろし、狭い桟橋や埠頭へ揚陸するために活躍したが、貨物船のコンテナ化で港湾物流からも押し出された。
艀の作業員は自分の艀を所有していることもあり、かつては様々な運送会社や工場から仕事をもらって河川や港湾の運送を行い、家族と共に艀のへさきにある居住区で水上生活を営んでいた。日本でも高度成長期までは着岸する貨物船の荷役に艀が足りず増産されており、大きな港には数千艘の艀が待機し、多くの人々が仕事にあわせて各地を移動する水上生活を送っていたが、1970年代以降はこうした光景も見られなくなった。
しかし、トラックやトレーラーでは運べない重い貨物を運ぶために、現在でも各地の河川や港湾で艀は活躍している。またトラックから水運・鉄道へ貨物輸送をシフトするモーダルシフトの一環として、艀を使ったコンテナなどの輸送が試行されている。また、自力で航行・運搬ができるよう、エンジンを搭載させたものが海外で見られる。

## 用途と荷役
艀は大きな重量の貨物を積むことができ、運送単価が非常に安いため、今日でも単価が安いバルクカーゴ（ばら積み貨物、砂・セメント・石炭・穀物など）や重量物の運送に使われている。また底が平らなため、より多くの貨物を積める一方浅い川や運河でも航行することができる。道路を通ることができない大型の機械（建設機械やプラント設備など）は、分解して陸送した場合には現地で組み立てる必要があるため、現地に組み立てられる作業員や施設がない場合は河川や海などを艀で運送することがある。
貨物船の中には、貨物を積んだ艀を多数積むことのできる艀運搬船（LASH、Lighter Aboard Ship）というものもある。途上国の岸壁荷役が貧弱な港へ貨物を輸送する場合、また川の上流が最終目的地の場合に使われ、港で艀運搬船から艀を降ろし、タグボートに引かせて目的地へ向かわせることができる。
艀は、岸壁からの積み下ろしだけでなく、沖合いで停泊する船に近づいて海上で荷役を行うこともある。こうした作業に従事する作業員は沖仲仕と呼ばれたが、海上での作業は風の強い日には転覆の恐れもある危険なものであった。現在も海岸に大型船が着くことのできない離島や設備の整っていない港などでは、沖合いで艀に乗客や貨物を降ろして海岸に向かわせることもある。

## 大きさと仕組み
アメリカの河川で使われる典型的な艀の大きさは長さ195フィート（59.4 m）、幅35フィート（10.6 m）であり、1,500トンまで積載可能な大型のものである。日本では地域によって異なるが、積載重量は50トンから200トンで長さ20 m前後、幅6 m前後、深さ2 m前後の鋼鉄製の艀が標準である。貨物を満載にした場合の水面下の深さ（満載喫水）も2 m以内に納まるため、水深の浅い川や、低い橋が架かっていて普通の船の通れない川でも艀は通ることができる。
普通、艀はエンジンは積んでおらず、方向を変える舵だけがついている。エンジンを積んだ艀は流れの穏やかな水路を航行する際に使われ、流れの速い川を遡上するときにはタグボートの力を借りる。

## その他
アニメーションや漫画といった創作作品の中には、航空機を船舶に見立てて世界観を構築しているものがあり、それらの作品では、動力機に曳航される貨物輸送用グライダーを「艀」や「バージ」と呼称する設定がされていることがある。
宮崎駿の創作した『風の谷のナウシカ』の作中では、曳航式の小型貨物グライダーが「バージ」の呼称で登場する。

## ギャラリー

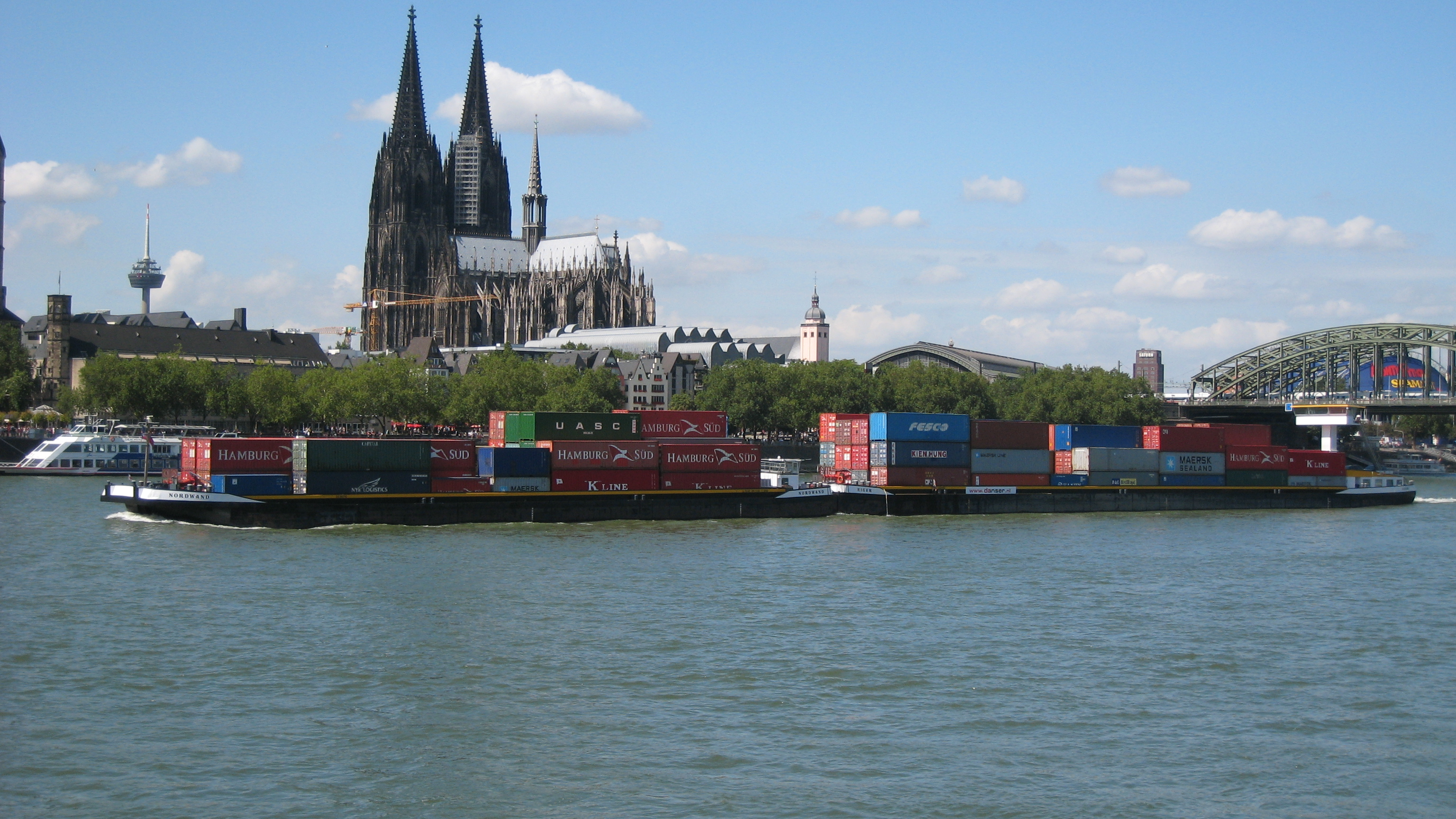
ドイツ・ライン川での海上コンテナ輸送
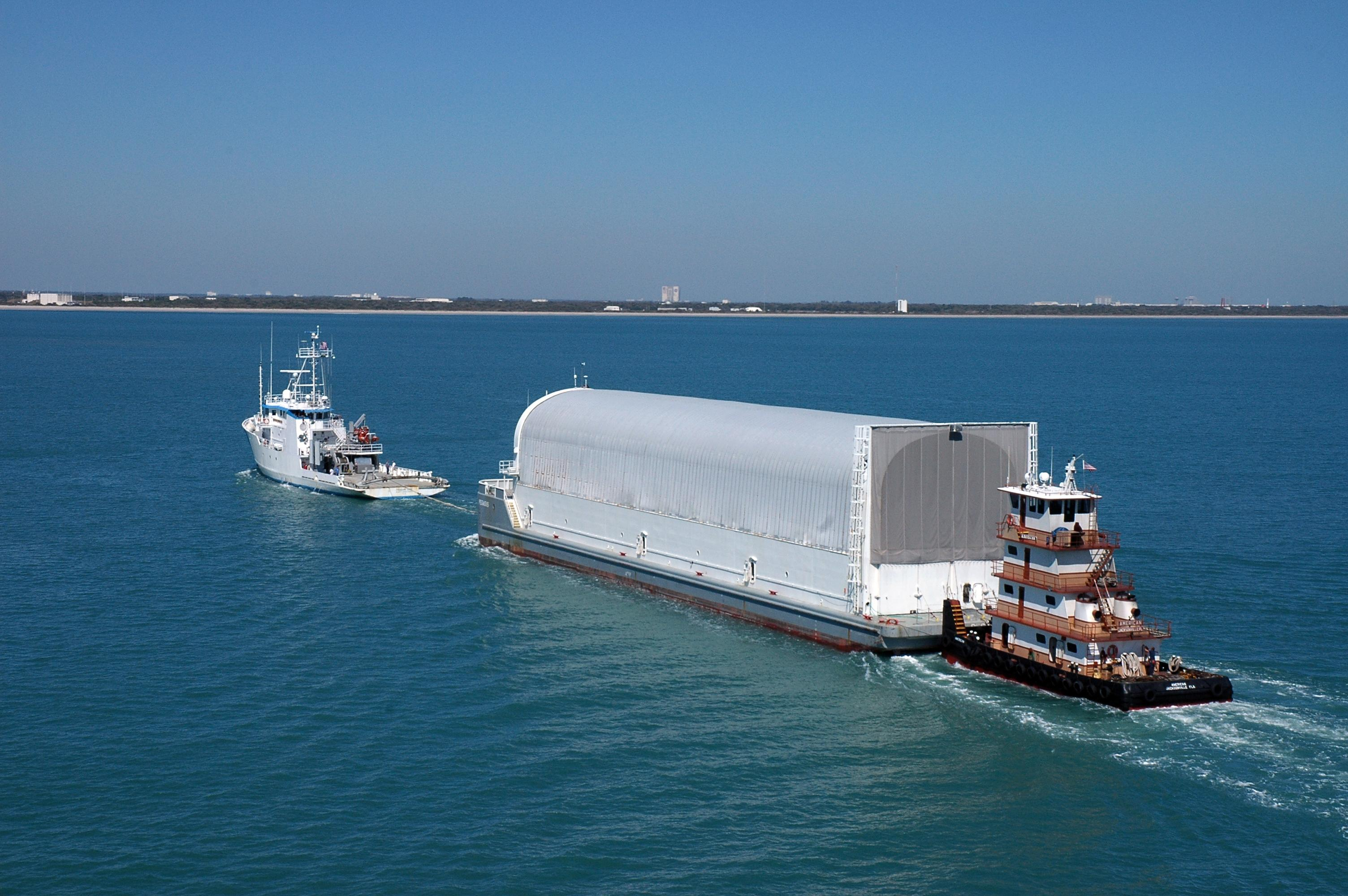
スペースシャトル用の外部燃料タンクをケネディ宇宙センターへ運ぶ艀。ニューオーリンズのミシュー組立工場からフロリダ半島沿岸を周回して運ばれる
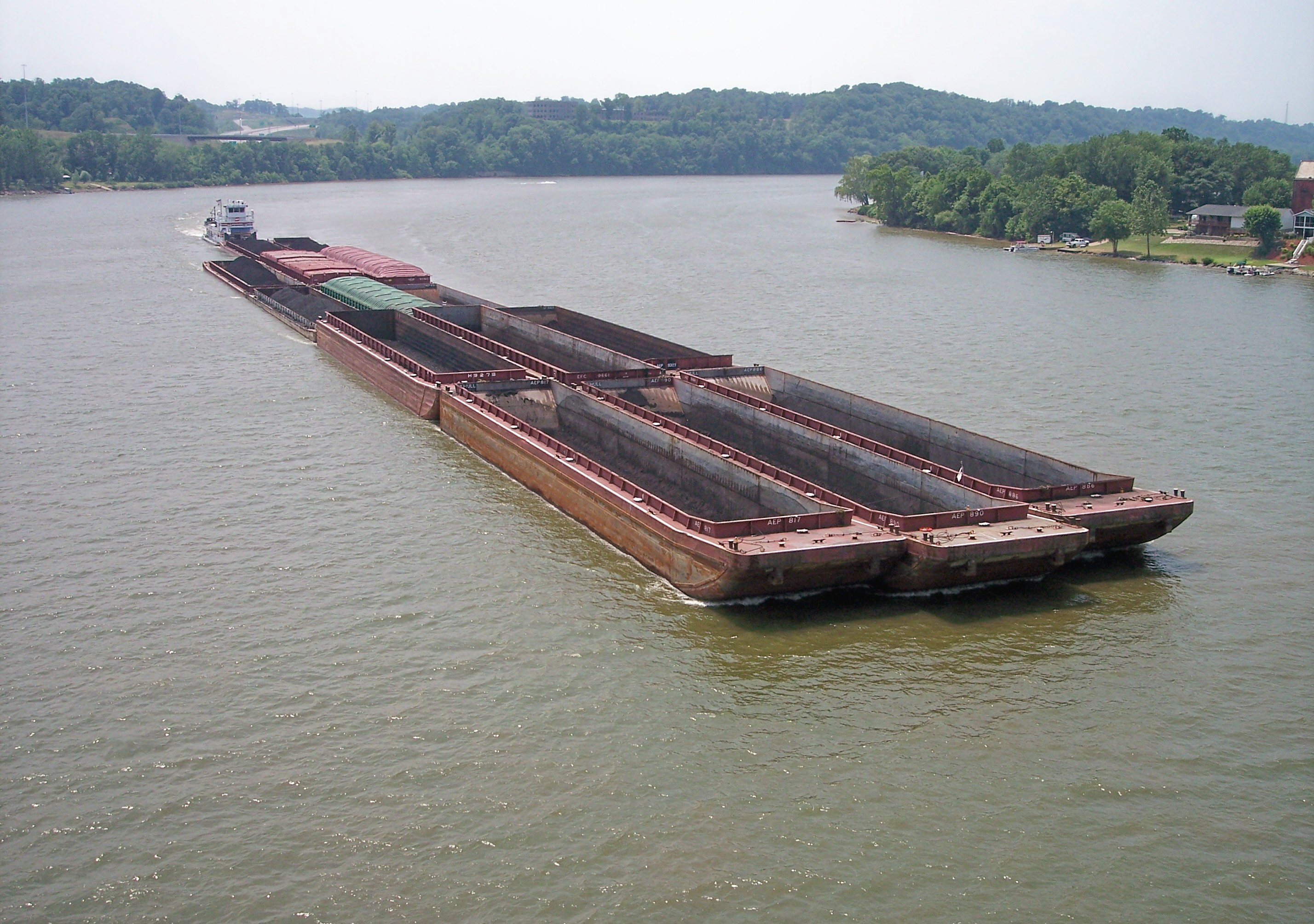
オハイオ川をゆく石炭運搬用の艀
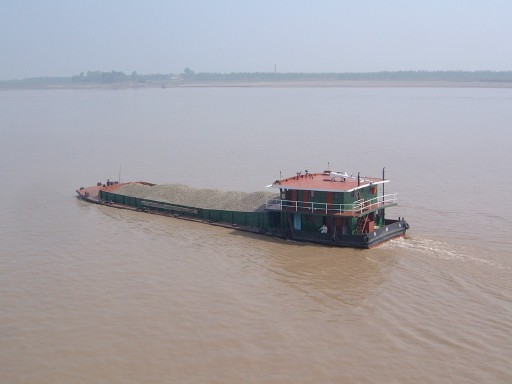
中国・武漢で砕石を積んで航行するエンジンつき艀
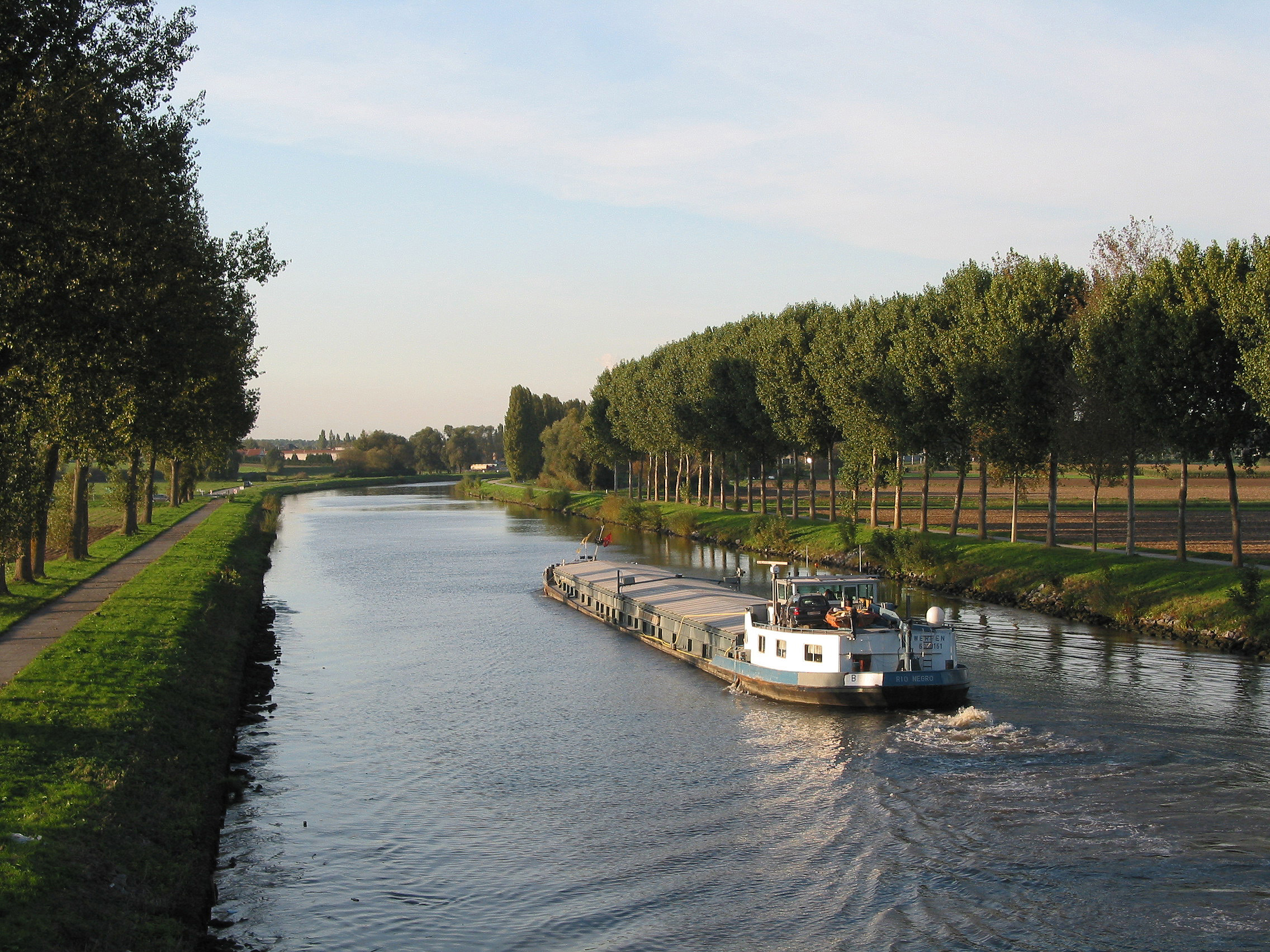
ベルギーの運河を下るエンジンつき艀
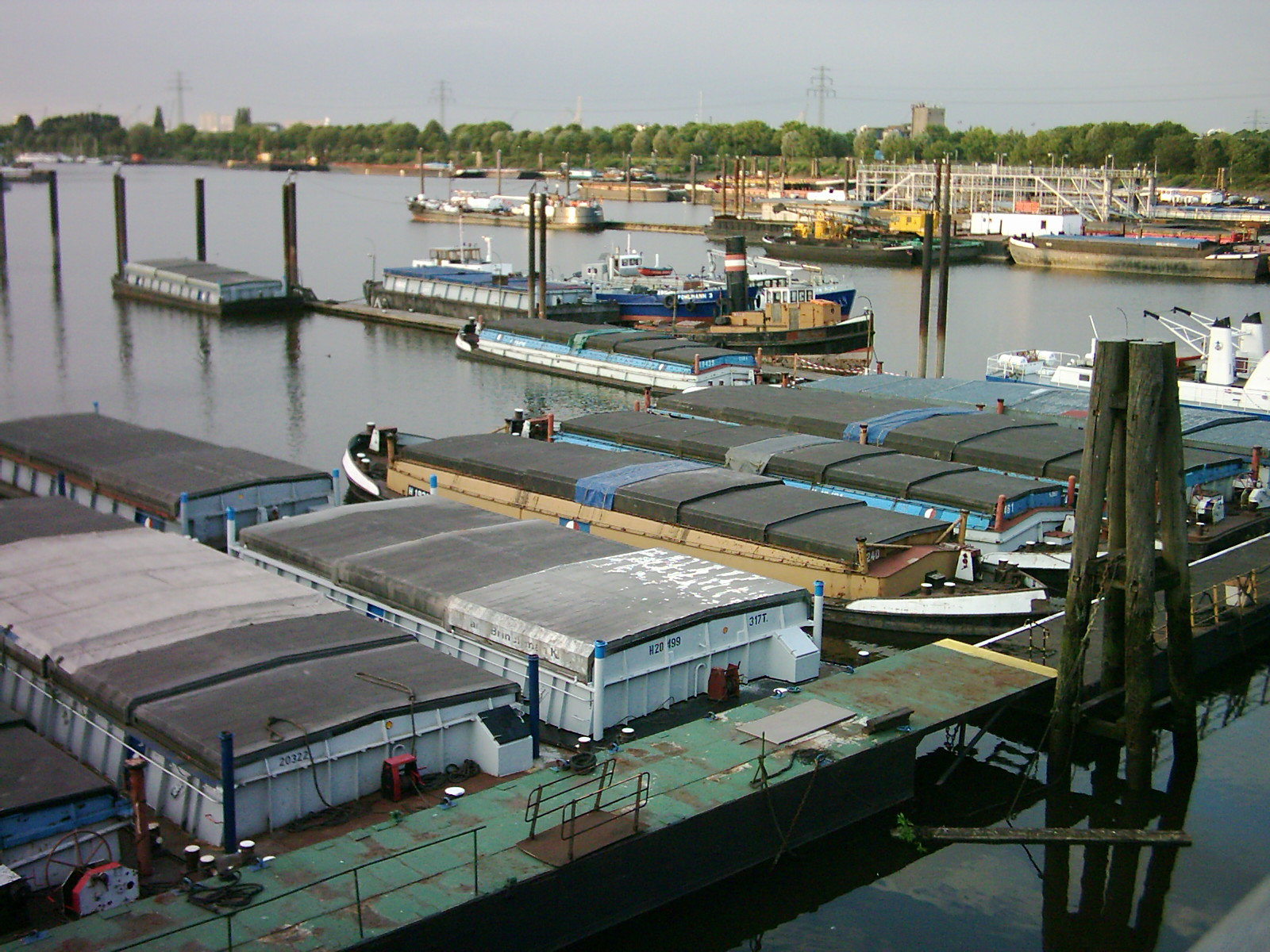
ハンブルクに停泊する艀